# Замок Комон
Комон — замок во Франции, расположенный в 40 км к западу от Тулузы, в лесопарке площадью 50 га на холмах Жер.

## История
Замок Комон был построен на развалинах замка, принадлежавшего Гастону III де Фуа.

## Описание
Замок представляет собой корпус здания между двумя крыльями, правое из которых было перестроено в 1658 году после пожара, окружённое четырьмя мощными лопастными башнями по углам. Входные ворота и подъёмный мост больше не существуют, остались только две башенки, которые раньше окружали эти ворота.
Вокруг замка разбит парк площадью около 10 гектаров.

## Фотогалерея

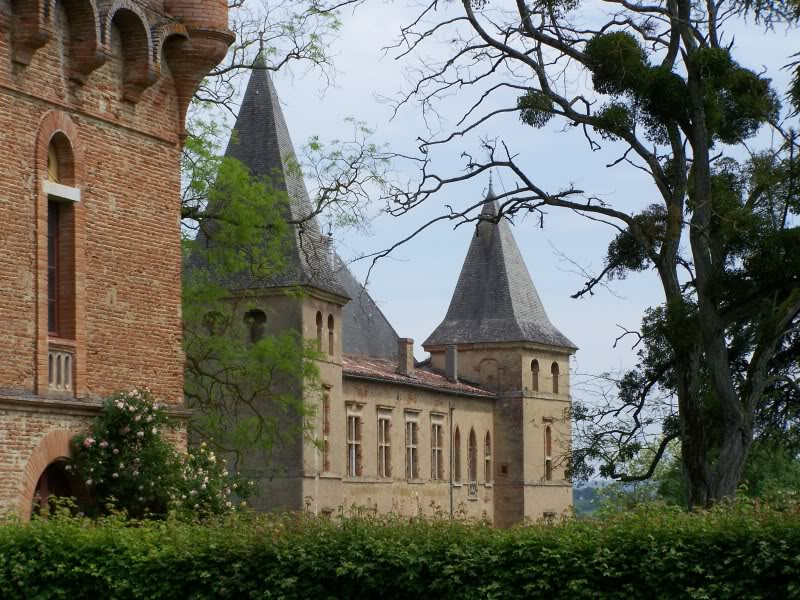
Две части замка, вид с южной стороны
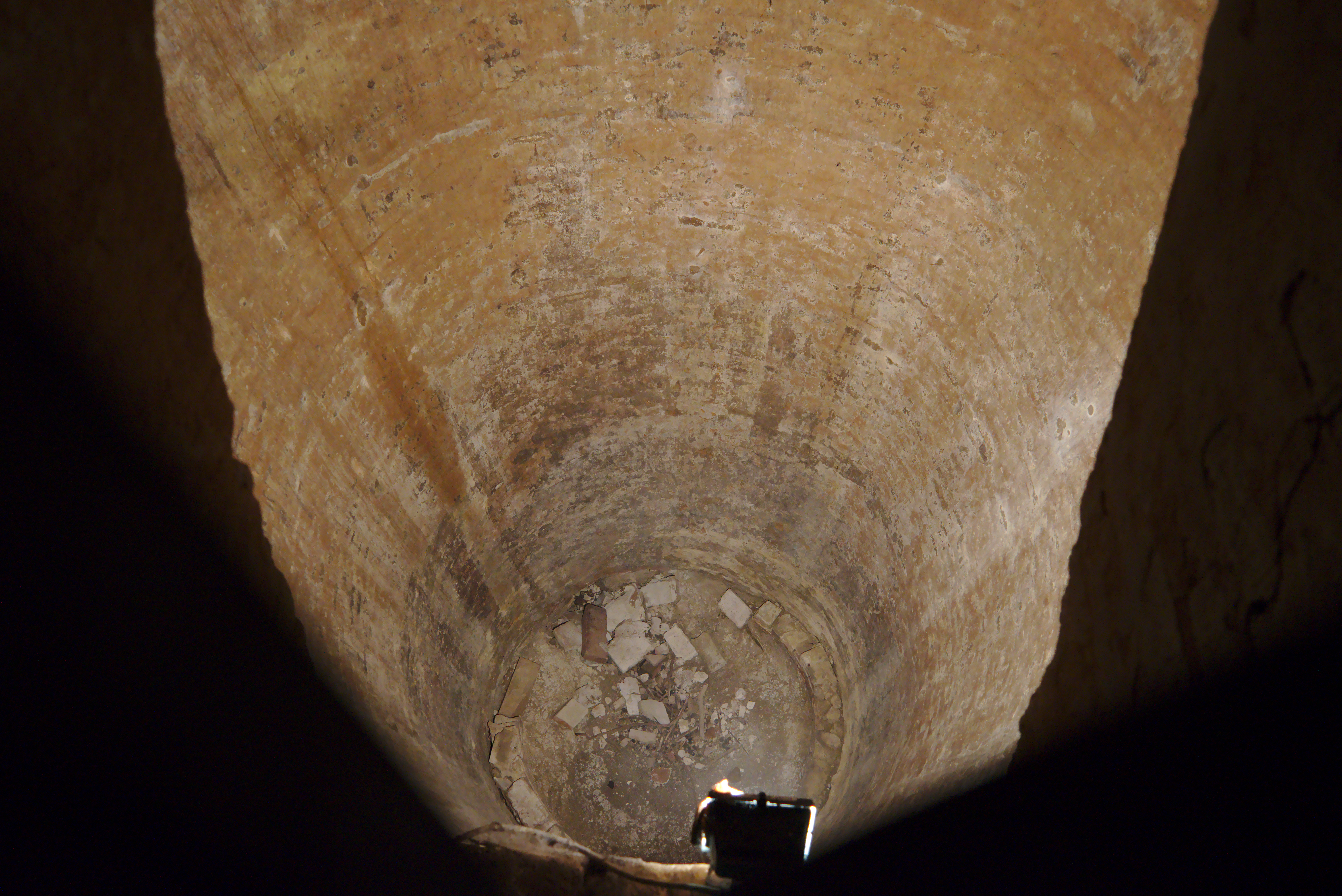
Ледяной погреб
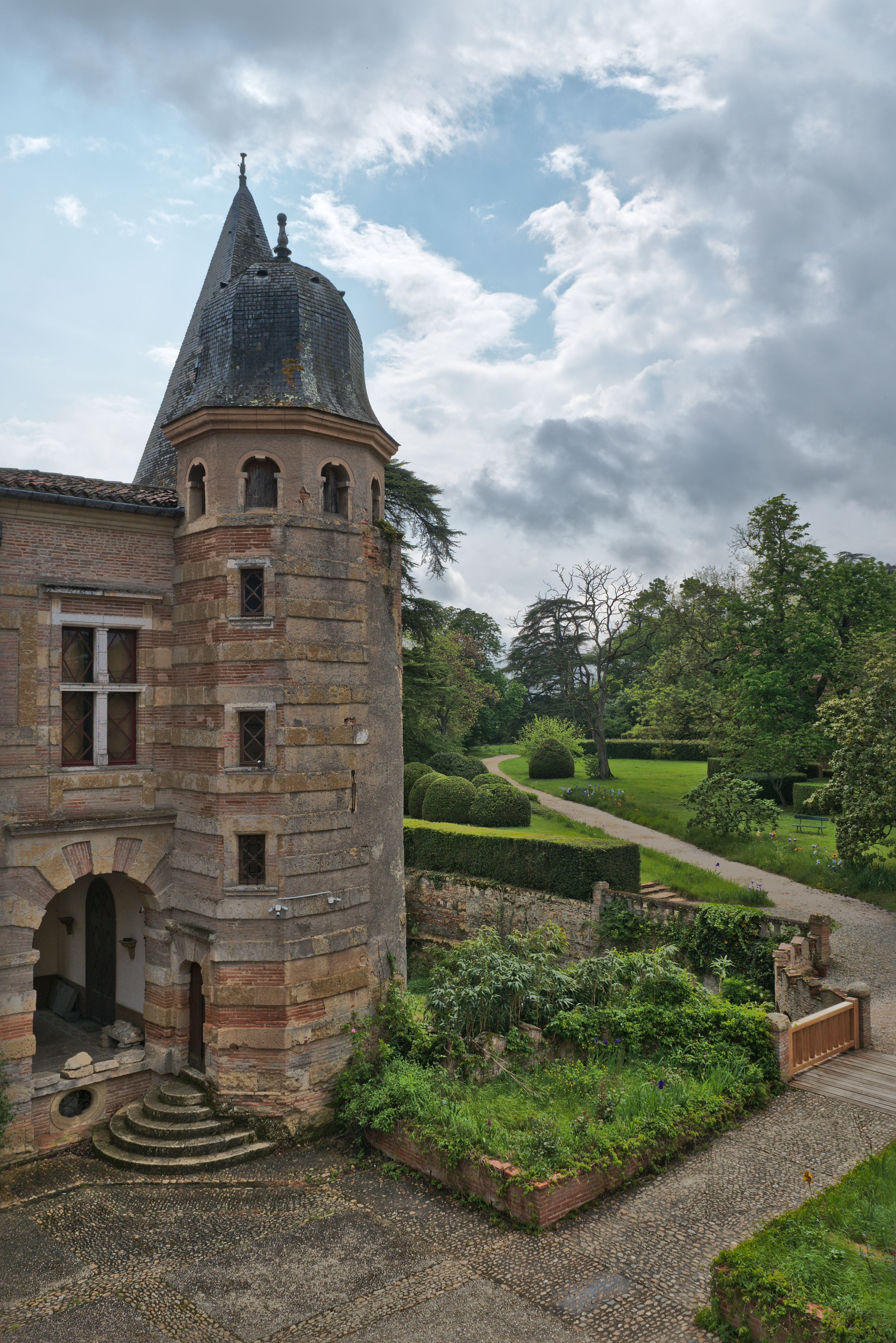
Замок и часть сада
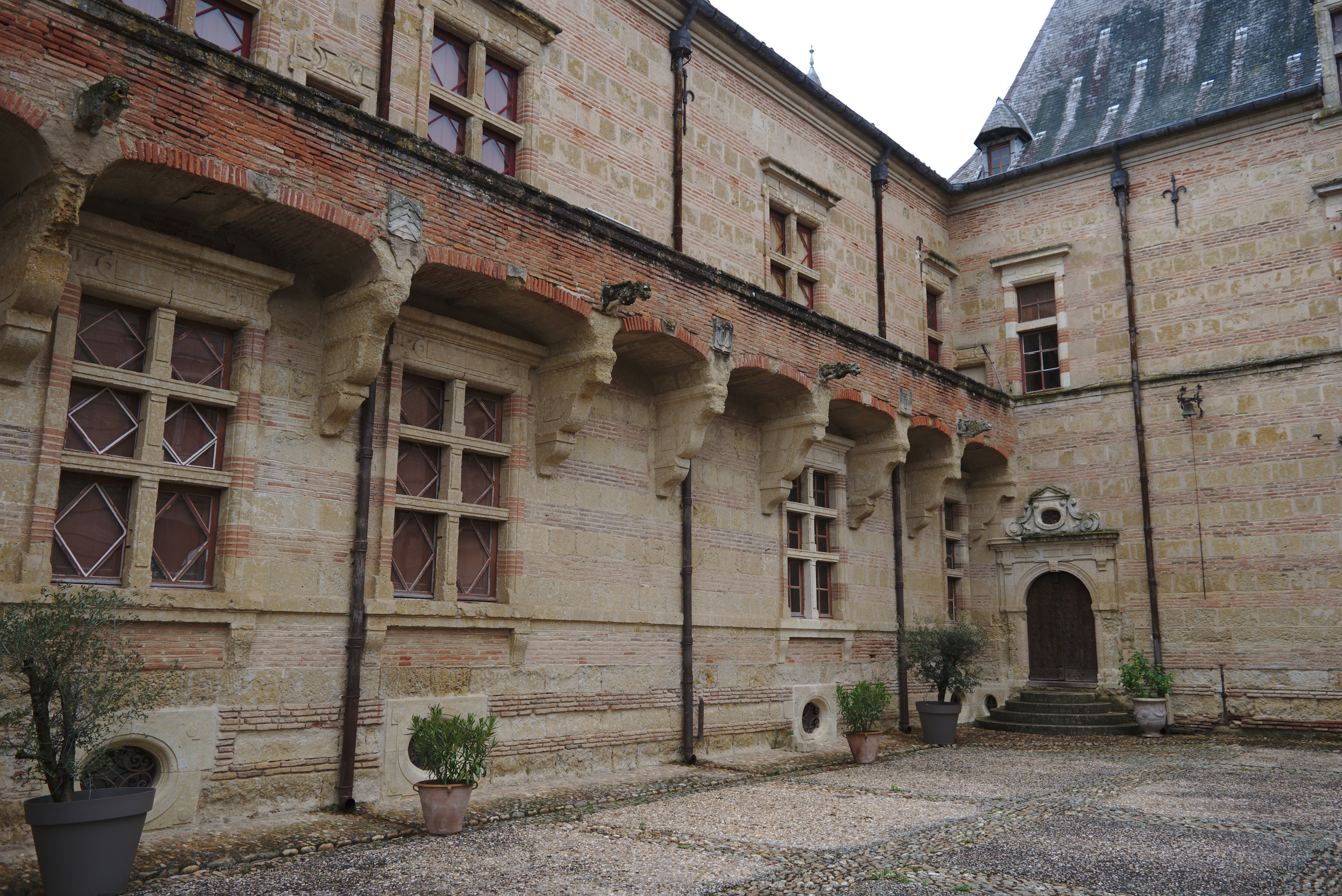
Галерея во дворе
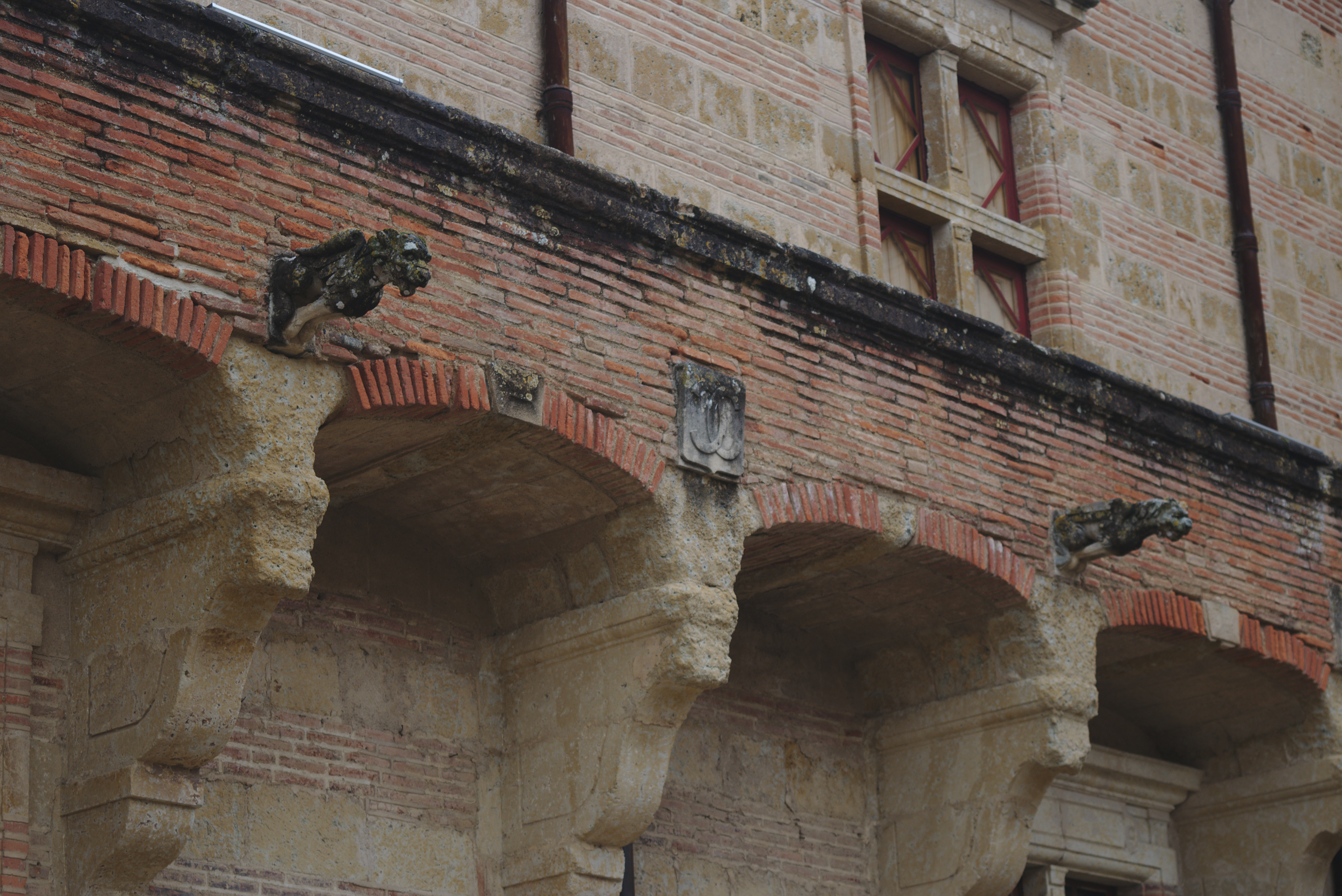
Частичный вид галереи
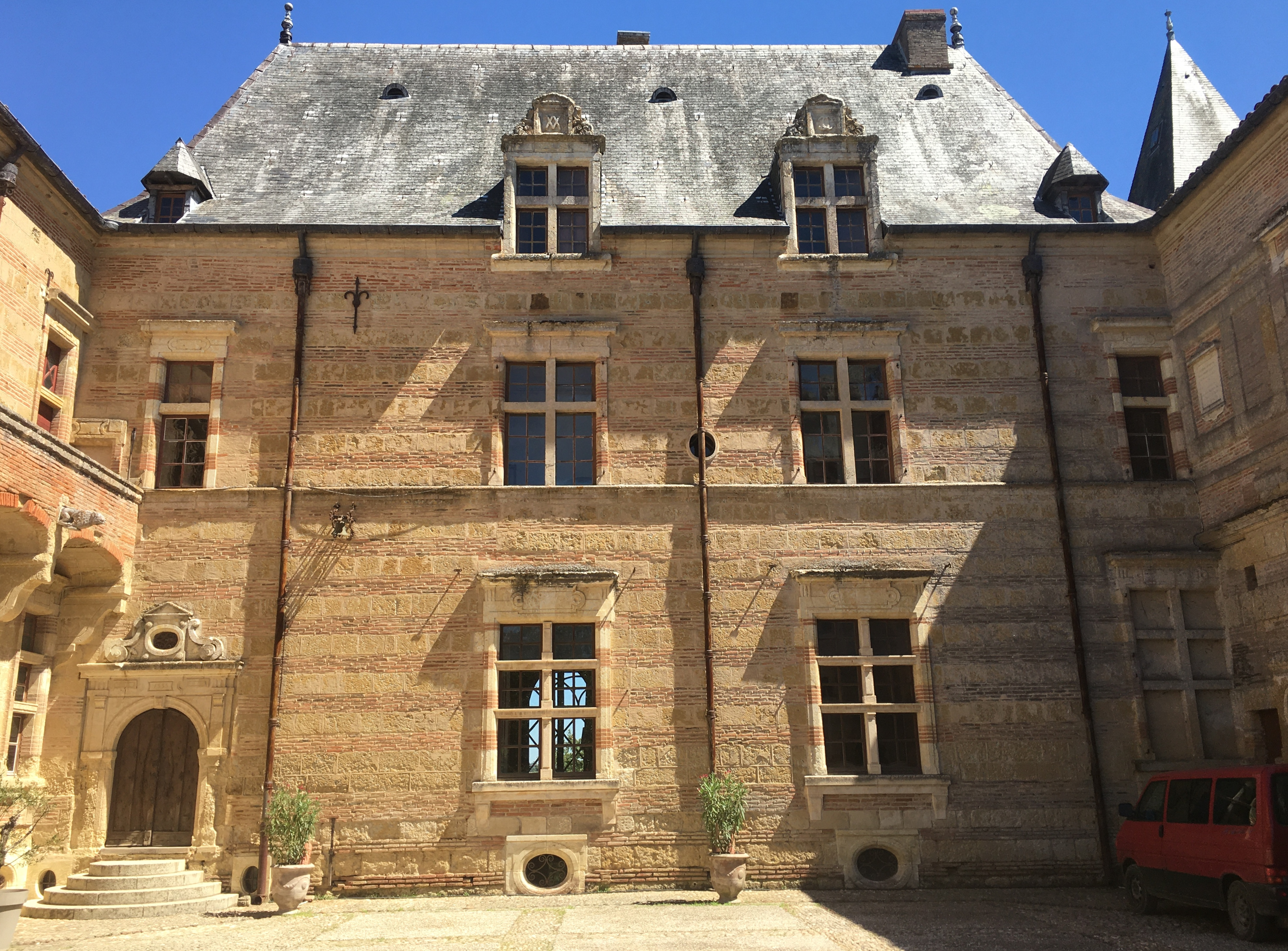
Главный фасад
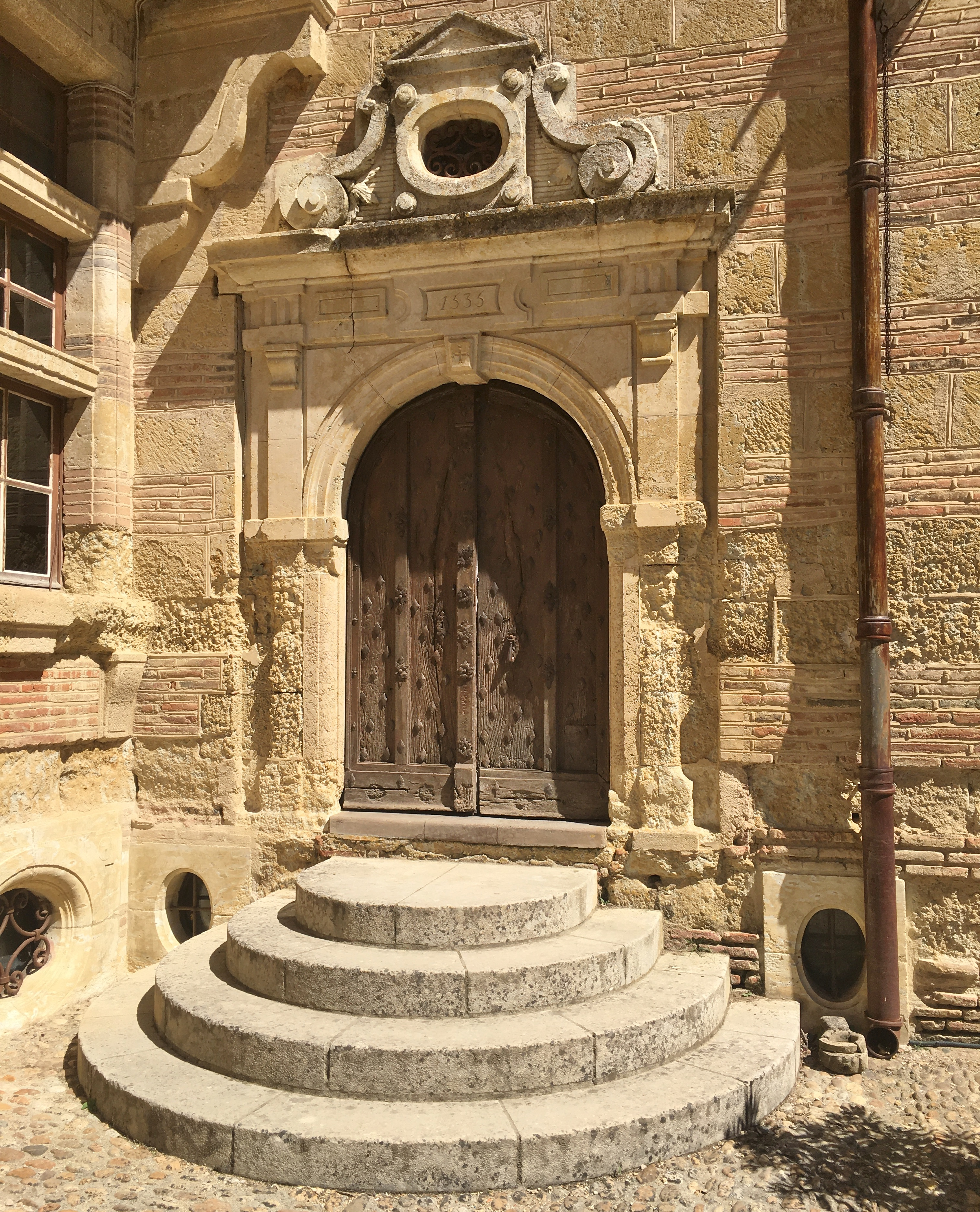
Дверь эпохи Возрождения
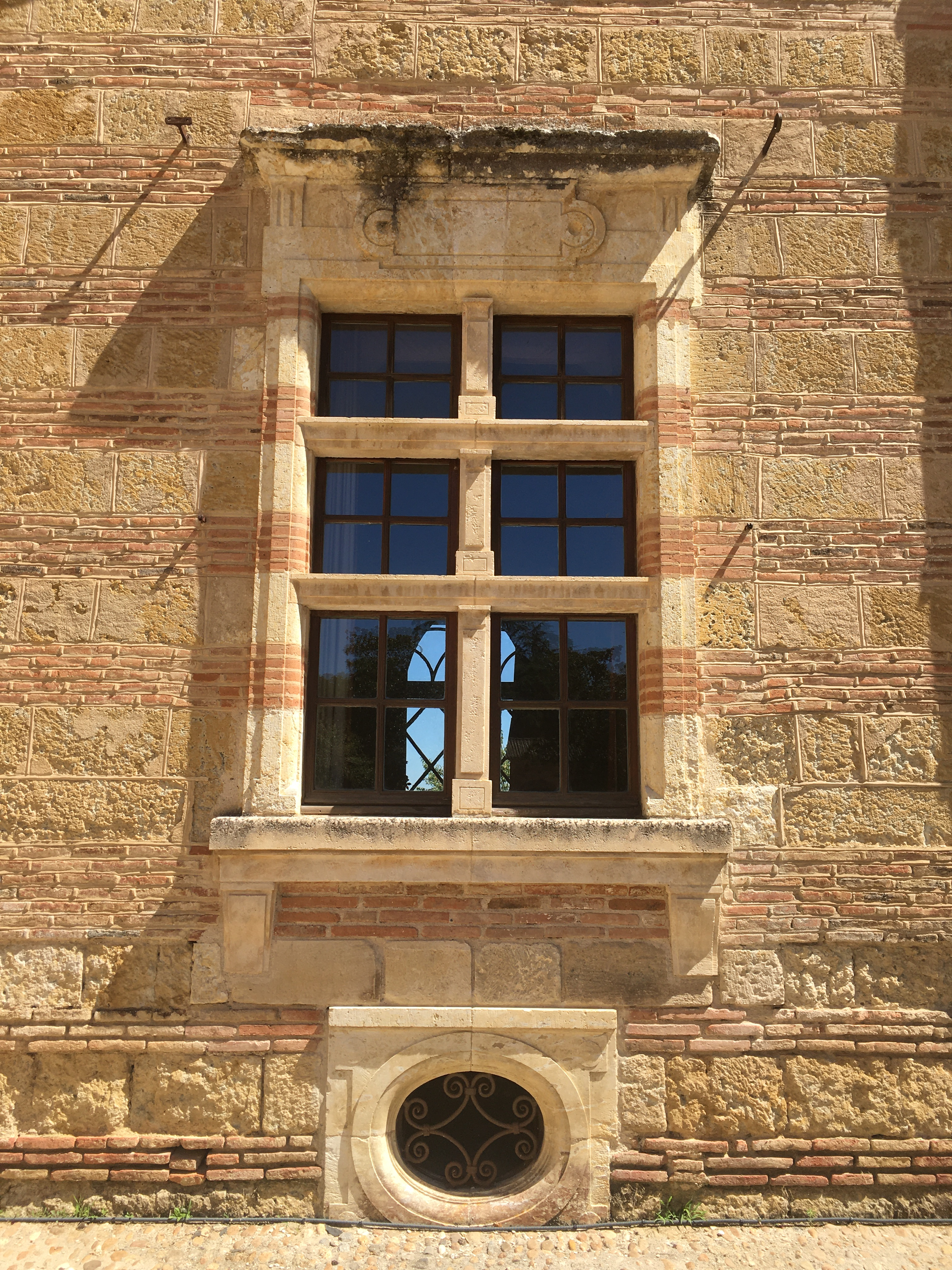
Окно эпохи Возрождения
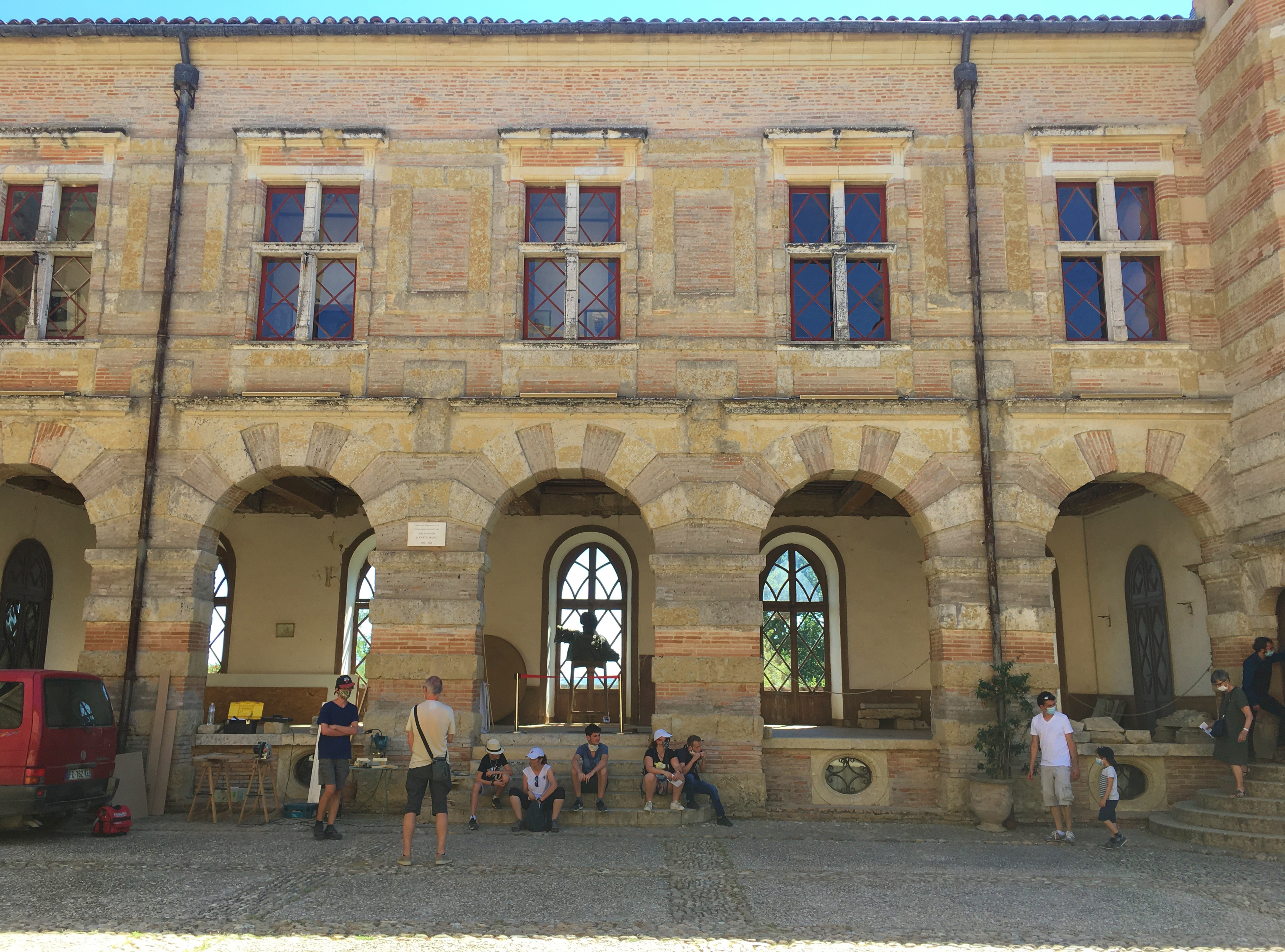
Боковой фасад во дворе
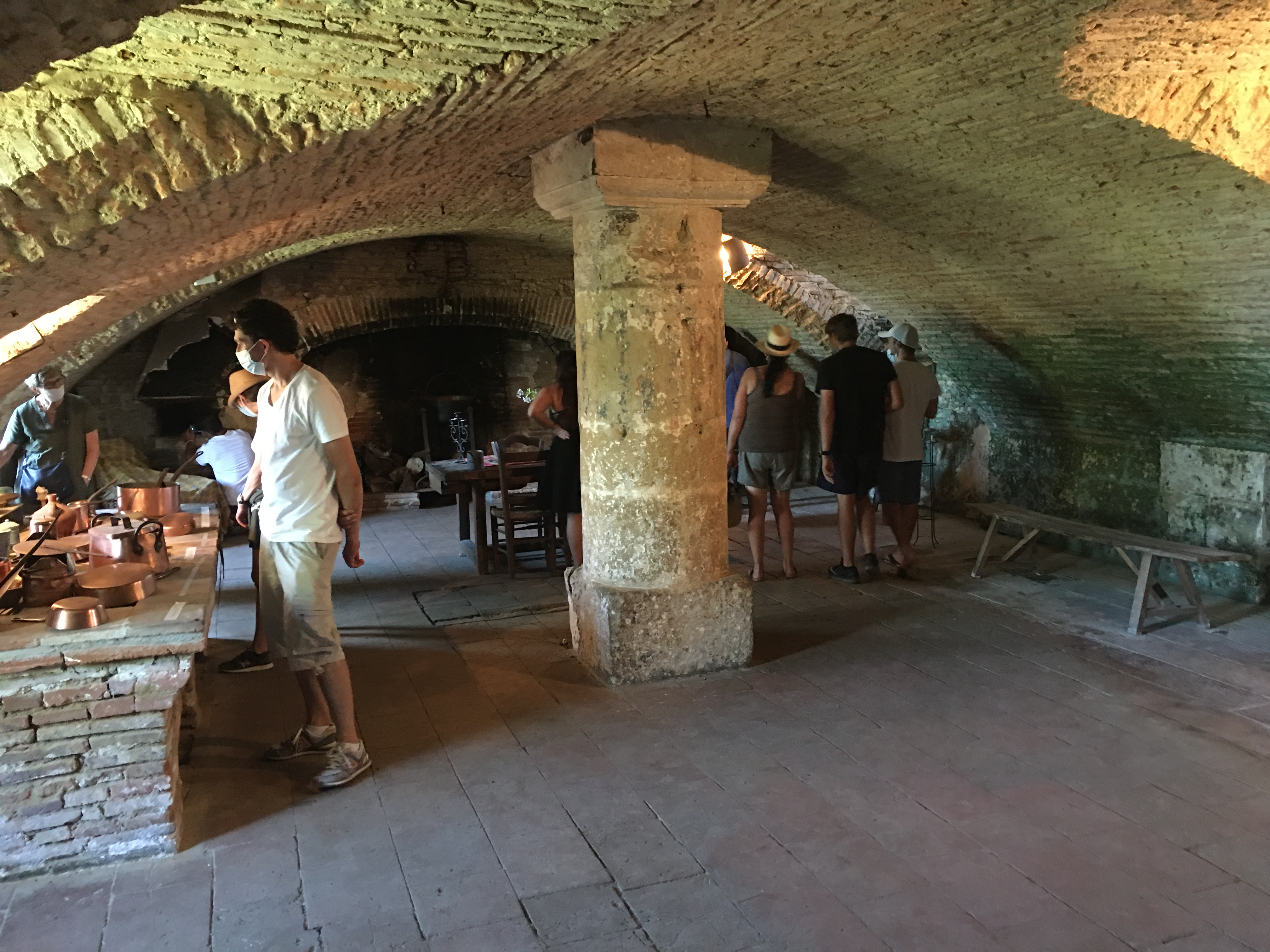
Сводчатый погреб